# ريتشارد شابلو
ريتشارد شابلو (بالإنجليزية: Richard Chaplow)‏ (2 فبراير 1985 بأكرينجتون في المملكة المتحدة - ) هو لاعب كرة قدم بريطاني في مركز الوسط. شارك مع منتخب إنجلترا تحت 19 سنة لكرة القدم ومنتخب إنجلترا تحت 20 سنة لكرة القدم ومنتخب إنجلترا تحت 21 سنة لكرة القدم. أما مع النوادي، فقد لعب مع إيبسويتش تاون وبريستون نورث إيند ونادي بيرنلي ونادي دونكاستر روفرز ونادي ساوثهامبتون ونادي ميلوول ووست بروميتش ألبيون.

## وصلات خارجية
- ريتشارد شابلو على موقع قاعدة بيانات كرة القدم.إي يو (الإنجليزية)
- ريتشارد شابلو على موقع Soccerbase.com (لاعب) (الإنجليزية)
- ريتشارد شابلو على موقع عالم كرة القدم.نت (الإنجليزية)
- ريتشارد شابلو على موقع AS.com (الإسبانية)